# 太平輪沉沒事件
太平輪沉沒事件，是發生於1949年1月27日（年二十九）23時45分，中國中聯企業公司的客船「太平輪」，因超載（2,093噸）和於夜航时沒開航行燈，在上海市開往台灣基隆途中，在上海對開嵊泗列島的白節山島附近與一艘載有2,700噸煤炭及木材的貨輪「建元輪」相撞，兩船相继沉沒。太平輪能查證的罹難者有932人，而建元輪則有72人罹難。澳洲皇家海軍瓦拉蒙加號驅逐艦救起34人，加上嵊泗列島漁民所救的未記名人員，共只有50多人生還。

## 船隻
太平輪是中聯企業公司的一艘客輪，其噸位有三種不同的說法，分別為2489噸（中聯企業老闆之一蔡天擇回憶）、2093噸（《中國的泰坦尼克—太平輪沉沒記》）或一千多噸（台灣《中國軍艦史月刊》太平輪沉沒專號）。該客輪由中聯企業的大股東周曹裔在上海經營（中聯企業是由一群寧波同鄉集資興辦的輪船航運公司，總經理周曹裔，其餘四位股東：龔聖治、蔡天鐸、馬世燧、周慶雲）。並租用了由东莱银行開辦的太平船務公司。
國共內戰後期，中華民國國軍大批退出中國大陸，並利用金條或人際關係換取艙位，擠上已滿載的太平輪。1949年1月27日（農曆除夕前一天），太平輪原計劃上午10時出發，但由於等待裝運中華民國中央銀行的一批銀元延遲，最終於下午4時18分啟航。太平輪共搭載了近1000人的「最後一批乘客」（包括508名持票乘客、124名船員和約300名無票者），還載有重要貨物，例如600噸鋼條、《東南日報》的印刷器材和白報紙超過100噸、中華民國中央銀行的1317箱重要文件，以及臺北市迪化街商家訂購的南北貨等。
遇難的太平輪至今沒有傳世的照片被發現。

## 事件經過
1949年1月27日晚間，太平輪從上海市啟程前往基隆市，在夜間航行中為避免宵禁，船隻並未開啟航行燈。晚上11時45分左右，在舟山群島海域的白節山附近（北緯30°25'，東經122°）與一艘名為「建元輪」的貨輪相撞，該貨輪由基隆出發，隸屬於益祥輪船公司，載有2700噸煤礦和木材。事故發生時，建元輪被撞部分立即沉沒，船上72人死亡，僅有3人被救至太平輪。
建元輪原本是一艘在挪威建造的法國貨輪，於1919年完工時被命名為埃塞號（Oise），之後經過數次轉賣和改名，最終於1948年被中國上海的建元輪船公司購入並改名為建元輪。該公司的主要股東是無錫麵粉大王榮氏家族的榮鴻元。在撞擊發生時，建元輪載有大量從台灣購入的煤炭和木材。該船上共有71名船員和3名乘客。倖存的三副官回憶說，在碰撞發生前並未收到任何警報，自己從床上被拋出，匆忙跑上甲板後先被救上太平輪，然而隨著太平輪的沉沒再次落海。根據三副官的證言，建元輪在被攔腰撞擊後的5分鐘內就沉沒了，而太平輪則在撞擊後堅持了15分鐘，然後搶灘失敗並最終沉沒。太平輪在45分鐘後（1949年1月28日0時30分）沉沒，當時船上處於相當混亂的狀態，落水者因當時天寒而凍死或溺斃，最終船上共達932人罹難。

現時上海市档案馆尚留有当年的记录：
|  | 太平（轮）十一点过白节灯山，十二时半又回白节灯山边沉没。 太平（轮）十一点四十五分发求救信号……两船相撞处约在白节山东南二海里。 |

而檔案館檔案旁边的手绘示意图显示，由西北向东南方向行驶的太平轮在白节山南侧与建元轮相撞，太平轮企圖向白节山北岸的途中，在距離岸邊僅僅500公尺處，鍋爐爆炸，側翻沈沒。更讓人難以理解的是，撞船地點是白節山南方海域，而白節山的南岸是平坦的沙岸，適合擱淺，至少可保船上大部份人員安全，但船長卻繞西岸企圖在北岸漁港靠岸，結果在只差三分鐘船程的外海約 500公尺處沉沒。

### 救援
1949年1月28日凌晨，澳洲皇家海軍軍艦瓦拉蒙加號驅逐艦正航向中國海岸，目的是前往南京市取代原本負責撤僑工作的黑天鵝號。指揮該艦的海軍少將奧爾德海姆爵士回憶道，太平輪發生撞擊事件後，報務員立即發出連續的「SOS」求救信號，與瓦蘭蒙加號取得聯繫後冷靜地提供了遇難地點的準確經緯度，強調有兩艘船在該處沉沒。這些經緯度資訊非常精確，最終瓦蘭蒙加號根據這些資訊準確到達太平輪的遇難地點，因此救出了大部分倖存者。由於太平輪已完全沉沒，所以該艦沒有拍攝到事故現場的照片。
由於瓦蘭蒙加號距離遇難地點相距太遠，直到事故發生後四個小時才發現第一個攀附在木板上的倖存者。水兵差點錯過他，因為該名倖存者的手指已經因寒冷而僵硬無法揮舞求救，但他能夠大聲呼喊而引起救援人員的注意。由於氣候因素，寒冷的海水已經奪去大部分落水者的生命。根據瓦蘭蒙加號的船員回憶，當時曾看到許多嬰幼兒的屍體，面朝下浮在水面上。
最終，該艦共救起了35位乘客（其中包括2名建元輪船員），但由於在冬天的海上漂流了一段時間，其中一位女性因體力不支而死亡。澳大利亞軍艦的記錄確認共有34名存活者（30名男性和4名女性）。此外，當地舟山群島的漁民陸續救起了一些未記名的倖存者，最終總共約有50人倖存。而據倖存者回憶，事發後曾有多艘船舶從旁經過，但皆未施救。

### 後果
太平轮沉沒後，海上漂流著許多珠寶首飾、佛像牌位、木箱文牘及棉花等，曾令附近的漁民大吃一驚。失事後，新聞媒體歸納了「超載、超速、抄捷徑」三條主因，認為这是導致海難的致命因素；但根據近年來的科學分析，这些因素似乎都難以成立。不過，太平輪預定的起航時間為當日上午10點，卻延宕至下午4點後方才起航，起航前曾有600公噸鋼條凌亂装載在艙面，發貨人與收貨人都難以查找，恐加劇了海難的發生。
另外，亦有傳聞稱太平輪的失事與國共內戰中的兩黨鬥爭有關。確有生還者表示，在碰撞發生後向岸邊搶灘的過程中，在距離岸邊500公尺處船體發生了爆炸，導致最終的傾覆。而據調查，在當時中聯公司的五位船東中，有四位是中国共產黨的地下黨員。且三等艙旅客張漢也是中共地下黨員，其船票正是從地下黨同志手中獲得。

## 事件之後
- 上海臨時法院判決中聯企業公司賠償，但當時上海在事件後短短四個月即被中国人民解放軍佔領，賠償金額又屬天文數字。雪上加霜的是，太平輪的保險公司「上海華泰保險公司」在出事後立刻宣布倒閉，因此中聯企業必須自負賠償。中聯企業最後結束營運。中聯企業旗下兩艘輪船被鐵鍊鎖在高雄港，最後全部鏽爛，另外兩艘貨輪被中國共產黨接收。另外一艘客貨輪「華聯輪」於1950年過戶給中聯企業，於1951年1月13日在東北季風中觸礁沉沒，打撈拆船後船殼於基隆港當做躉船使用。
- 2004年11月，民主進步黨族群事務部與鳳凰衛視合作拍攝紀錄片《尋找太平輪》，洪慧真擔任製作人。2005年4月22日首映。
- 2012年4月2至4日，旺旺中時媒體集團長天傳播製作紀錄片《驚濤太平輪：1949東方鐵達尼號沉船之謎》在中天新聞台首映，丁雯靜與洪慧真擔任製作人，陳文茜擔任主持人，金士傑負責說書。
- 2013年7月，由吳宇森執導、以太平輪沉沒事件改編之電影《太平輪》開拍。

### 太平輪遇難旅客紀念碑

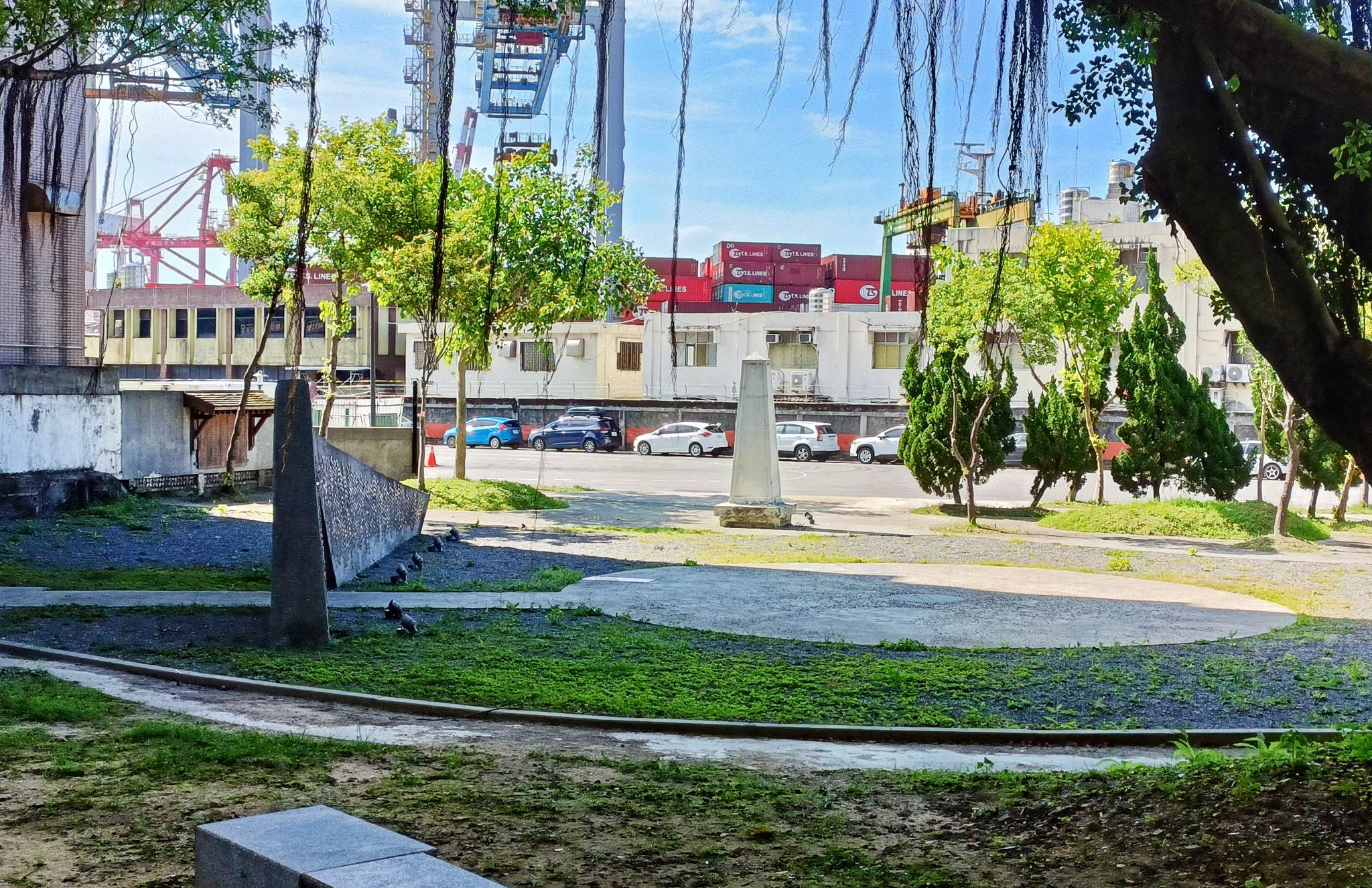
位於清法戰爭紀念園區的太平輪遇難旅客紀念碑

1951年，基隆港大沙灣東10碼頭海軍基隆後勤支援指揮部營區立碑「太平輪遇難旅客紀念碑」供人憑弔，由于右任題字，碑文面向大海與海水浴場。後來海水浴場因基隆港築港需求而消失，紀念碑被劃入海軍營區圍牆內，碑文面向基隆市中正區東海街，罹難者家屬要憑弔先人必須登記身分。
因有遷址提議，後經中華民國國防部、交通部航港局、基隆市政府協調，2018年國防部釋出土地，將圍牆退縮打造太平輪紀念公園。後因基隆市政府爭取中華民國文化部補助經費推動大基隆歷史場景再現計畫進行保存行動，紀念碑自2021年起涵納於「沙灣歷史文化園區」展區，將與周遭古蹟群進行串聯整合成大型公園，並打造紀念場域，設罹難者姓名牆，每年文化部在此舉辦追悼紀念活動。
2018年3月，基隆市文化局完成太平輪罹難旅客紀念碑「口袋公園」之建置，紀念碑獨立於營區之外、緊鄰清法戰爭紀念園區，任何人皆可自由參訪、憑弔。

### 61週年紀念海祭
2010年5月25日上午七時，首次海峽两岸的太平輪罹難者家屬舟山群島的嵊泗港口出海，一同進行海祭儀式，由長天傳播代表洪慧真（《驚濤太平輪》製作人）與《太平輪一九四九》作者張典婉一同發起。海祭行程計畫半年多，因天氣因素影響船隻出海狀況，並且生還者與罹難者家屬多數為年逾七十的老人家，為安全上的第一考量，海祭日期延後原定日期兩天後舉行。後一同在沉船地點獻上一千朵白菊花，以及罹難者家屬之一黃似蘭女士所準備的一千隻紙鶴，表示對太平輪千餘位罹難人員的哀悼與紀念。
之後轉向生還者被澳洲軍艦救起的地點停留，罹難者家屬與親友們以50朵紅玫瑰獻給一同參與海祭的太平輪生還者─葉倫明先生與王兆蘭女士，表示對太平輪事件獲救的人員祝福與重生。儀式結束後，原船人馬一同返回嵊泗港口。

## 知名人物

### 罹難者
- 作曲家、音樂教育家吳伯超
- 中國國民黨海南島受降代表將軍王毅
- 蔣經國留俄摯友、贛南時期蔣經國辦公室主任俞季虞
- 山西籍國大代表邱仰濬一家
- 遼寧省政府主席（1948年辭）徐箴一家
- 陸軍訓練司令部教官齊杰臣一家
- 《時與潮》雜誌總編輯鄧蓮溪
- 臺北清真寺創立者常子春的11名親人
- 刑事鑑識學專家李昌鈺的父親李浩民
- 香港企業家龔如心的父親龔雲龍
- 中華民國總統府機要室主任毛慶祥的兒子毛節茂
- 黨員通訊局局长葉秀峯的独生子

### 倖存者
- 葉倫明（太平轮三等舱乘客），香港長跑愛好者，2014年12月29日去世，終年93歲。他稱參加長跑是為了紀念海難的死者。
- 葛克，国防部参谋。
- 袁家姞，袁世凯孙女。
- 周琦琇，中聯公司股東周慶雲的大女兒
- 王兆蘭

## 相關書籍衍生
| 年份   | 書名                                         | 作者           | 出版社                 | ISBN               |
| ------ | -------------------------------------------- | -------------- | ---------------------- | ------------------ |
| 2009年 | 《太平輪一九四九》                           | 張典婉         | 商周出版               | ISBN 9789866369544 |
| 2011年 | 《太平輪一九四九》（增訂版）                 | 張典婉         | 生活·讀書·新知三聯書店 | ISBN 9787108037114 |
| 2012年 | 《驚濤太平輪紀實》                           | 丁雯靜、陳郁婷 | 時周文化               | ISBN 9789866217395 |
| 2014年 | 《太平輪：亂世傳奇的真相》                   | 丁雯靜、陳郁婷 | 八旗文化               | ISBN 9789865842451 |
| 2014年 | 《太平輪》                                   | 高仲泰         | 江蘇文藝出版社         | ISBN 9787539973586 |
| 2015年 | 《生死太平輪》                               | 文茜           | 新世界出版社           | ISBN 9787510449208 |
| 2015年 | 《太平輪一九四九：航向台灣的故事》（增修版） | 張典婉         | 商周出版               | ISBN 4717702088101 |
| 2020年 | 《怒海沉舟》                                 | 喬尚明、江濤   | 獵海人出版             | ISBN 9789869952316 |

## 影視形象

### 電影
| 年份   | 片名 |
| ------ | --- |
| 2005年 | 紀錄片《尋找太平輪》，製作人：洪慧真，製作：鳳凰衛視，發行：民主進步黨                                  |
| 2012年 | 紀錄片《驚濤太平輪：1949東方鐵達尼號沉船之謎》，製作：長天傳播，發行：沙鷗國際多媒體，EAN 4715320308359 |
| 2014年 | 電影《太平輪：亂世浮生》（The Crossing）                                                                |
| 2015年 | 電影《太平輪：驚濤摯愛》（The Crossing）                                                                |

## 外部連結
- 紀錄片《驚濤‧太平輪》官網（页面存档备份，存于）
- 尋找太平輪（页面存档备份，存于）
- 中國軍艦博物館
- 太平輪悲歌——64年前震驚海峽兩岸的沉船事件【4】